# Фет, Виктор Яковлевич
Виктор Яковлевич Фет (англ. Victor Fet; род. 9 мая 1955, Кривой Рог, Днепропетровская область) — советский и американский арахнолог, профессор биологии Университета Маршалла (Хантингтон, Западная Вирджиния), русский поэт и драматург.

## Биография
Родился 9 мая 1955 года в городе Кривой Рог в семье инженеров, впоследствии научных работников Сибирского отделения Академии наук СССР. Отец, Яков Ильич Фет, — младший брат Абрама Ильича Фета.
Детство и юность связаны с Новосибирском, где в 1971 году окончил школу, в 1976 году — биологическое отделение факультета естественных наук Новосибирского государственного университета. По образованию биохимик, но, чувствуя склонность к более традиционному профилю «натуралиста», ещё студентом начал ориентироваться на зоологию беспозвоночных. С 1976 года работал в заповедниках Туркменистана (сначала в Бадхызском, затем — Сюнт-Хасардагском). В 1984 году окончил заочную аспирантуру Зоологического институт Академии наук СССР в Ленинграде. Защитил диссертацию «Фауна и эколого-биогеографические особенности пауков Юго-Западного Копетдага» на соискание учёной степени кандидата биологических наук.
Дом Фетов в ауле Ай-дере (центре Ай-деринского участка Сюнт-Хасардагского заповедника) стал интеллектуальным центром, известным далеко за пределами Туркменистана.
Однако, в 1987 году должен был уволиться с заповедника из-за длительного конфликта с дирекцией.
В 1988 эмигрировал. В 1988—1990 годах работал в Университете Вандербильта (Нэшвилл, Теннесси), в 1990—1995 годах — в Университете Игнатия Лойолы (Новый Орлеан), а с 1995 года — в Университете Маршалла, где с 2002года получил позицию полного профессора (Full Professor ). Постоянно ездил с экспедициями в различные страны мира (в частности, в Мексику, Балканские страны, Туркменистан, Новую Зеландию).
Женат, имеет дочь и сына.

## Научная деятельность
Ещё в университете обнаружил тягу к зоологии беспозвоночных (в первую очередь пауков), участвовал в полевых исследованиях в Туркменистане (Репетек), однако соответствующей специализации в Новосибирском университете не было, и дипломную работу он выполнял по молекулярной биологии (она стала его первой научной трудом; опубликована в 1977 году в журнале «Молекулярная биология»).
Переехав после окончания университета в Туркменистан, занимался зоологией и экологией пауков в Бадхызском заповеднике у Кушки, а после создания Сюнт-Хасардагского заповедника в горах Копетдага перевёлся туда. Поступил в заочную аспирантуру Зоологического института, опубликовал ряд работ в ведущих научных журналах, защитил кандидатскую диссертацию, стал одним из немногочисленных в Советском Союзе специалистом по арахнологии. Постепенно его научные интересы переместились в биологии и систематики скорпионов.
После эмиграции в США сначала занимался биохимией и молекулярной биологией; только получив должность в Университете Маршалла, смог сочетать свою выучку в этих науках с изучением скорпионов: исследует их систематику и филогенез методами современной молекулярной биологии.
Кроме работ по молекулярной биологии, арахнологии и биологии скорпионов, является соавтором фундаментальных монографий по биогеографии и экологии Туркменистана и Болгарии.

### Новые таксоны, описанные при участии В. Я. Фета

#### Роды и выше
- Deltshevia Marusik & Fet, 2009
- Duninia Marusik & Fet, 2009
- Franckeus Soleglad & Fet, 2005
- Isometrainae Fet & Messing, 2003
- Hoffmannihadrurus Fet & Soleglad in Fet, Soleglad, Neff & Stathi, 2004
- Hoffmannius Soleglad & Fet, 2008
- Kochius Soleglad & Fet, 2008
- Neochactas Soleglad & Fet, 2003
- Ovtsharenkoia Marusik & Fet, 2009
- Paracedicus Fet, 1993
- Pectinibuthus Fet in Orlov & Vasilyev, 1984
- Polisius Fet, Capes & Sissom, 2001
- Stahnkeus Soleglad & Fet, 2006
- Thorellius Soleglad & Fet, 2008
- Wernerius Soleglad & Fet, 2008

#### Виды
- Calchas birulai Fet, Soleglad & Kovařík, 2009
- Calchas gruberi Fet, Soleglad & Kovařík, 2009
- Cedicoides parthus (Fet, 1993)
- Compsobuthus persicus Navidpour, Soleglad, Fet & Kovařík, 2008
- Deltshevia danovi Marusik & Fet, 2009
- Deltshevia gromovi Marusik & Fet, 2009
- Duninia baehrae Marusik & Fet, 2009
- Duninia rheimsae Marusik & Fet, 2009
- Dysderella transcaspica (Dunin & Fet, 1985)
- Erigonoplus ninae (Tanasevitch & Fet, 1986)
- Euscorpius beroni Fet, 2000
- Hersiliola esyunini Marusik & Fet, 2009
- Hersiliola foordi Marusik & Fet, 2009
- Hersiliola lindbergi Marusik & Fet, 2009
- Hersiliola sternbergsi Marusik & Fet, 2009
- Lepthyphantes turanicus (Tanasevitch & Fet, 1986)
- Mecopisthes orientalis (Tanasevitch & Fet, 1986)
- Oxyopes badhyzicus (Mikhailov & Fet, 1986)
- Paracedicus ephthalitus (Fet, 1993)
- Paracedicus gennadii (Fet, 1993)
- Pectinibuthus birulai Fet in Orlov & Vasilyev, 1984
- Pelecopsis laptevi (Tanasevitch & Fet, 1986)
- Pelecopsis paralleloides (Tanasevitch & Fet, 1986)
- Polisius persicus Fet, Capes & Sissom, 2001
- Raveniola kopetdaghensis (Fet, 1984)
- Titanoeca lehtineni (Fet, 1986)
- Zodariellum proszynskii (Nenilin & Fet, 1985)
- Zodariellum sytchevskajae (Nenilin & Fet, 1985)

## Поэтическое творчество
Стихосложение было одним из увлечений ещё со студенческих лет. Много писал, в том числе для студенческого театра «Феномен» (НГУ, 1975—1976), который основал и возглавлял и который в 1976 году, накануне защиты Фетом диплома, был разогнан университетским парткомом.
Особенно плодотворным был туркменский период жизни: создано много стихов, поэма «Закон кулана». Окружающая среда и научная работа постоянно давали материал для поэзии. Часть стихотворных произведений можно отнести к так называемой «научной поэзии».
После отъезда из Туркменистана надолго замолкает как поэт и только в 1995 году вновь начинает писать стихи. Иногда пишет на английском языке, но в основном на русском. Научная тематика занимает всё более значительное место в его творчестве. В частности, он прибегает к такому редкому жанру, как научно-фантастическая поэма: стихотворная антиутопическая драма «Доллина судьба, или мутантный Мутон» (жанр указанный автором как «опера для детей»), переведённая на болгарский язык (болг. «Долината на Доли или Мутиралият Мутон», Театър, 2007, брой 01/03), также звучавшая по болгарскому радио.
Занимался также художественным переводом, в частности, первым перевёл с английского поэму Льюиса Кэрролла «Охота на Снарка»
Виктор Яковлевич Фет также организовал перевод сказок Льюиса Кэрролла об Элис Лиддел на тюркские языки, на которые ориентировался сам как редактор-консультант. Он же организовал трансформацию сказки «Алиса в стране чудес» на башкирский язык, писательница Гузель Ситдикова перевела произведение на башкирский язык, основываясь на его советах и предложениях. Книга была опубликована в Ирландии в 2017 году под названием (баш. «Әлисәнең Сәйерстандағы мажаралары»).
В 2001 году получил стипендию международного Хоторнденского фонда литераторов в Шотландии.

## Память

### Виды, названные в честь В. Я. Фета
- Petrorossia feti
Zaytsev, Charykuliyev, 1981[8]
- Grosphus feti Lourenço, 1996
- Scorpiops feti Kovařík, 2000
- Alayotityus feti Teruel, 2004
- Orthochirus feti Kovařík, 2004
- Vaejovis feti Graham, 2007